# Génétique du paysage

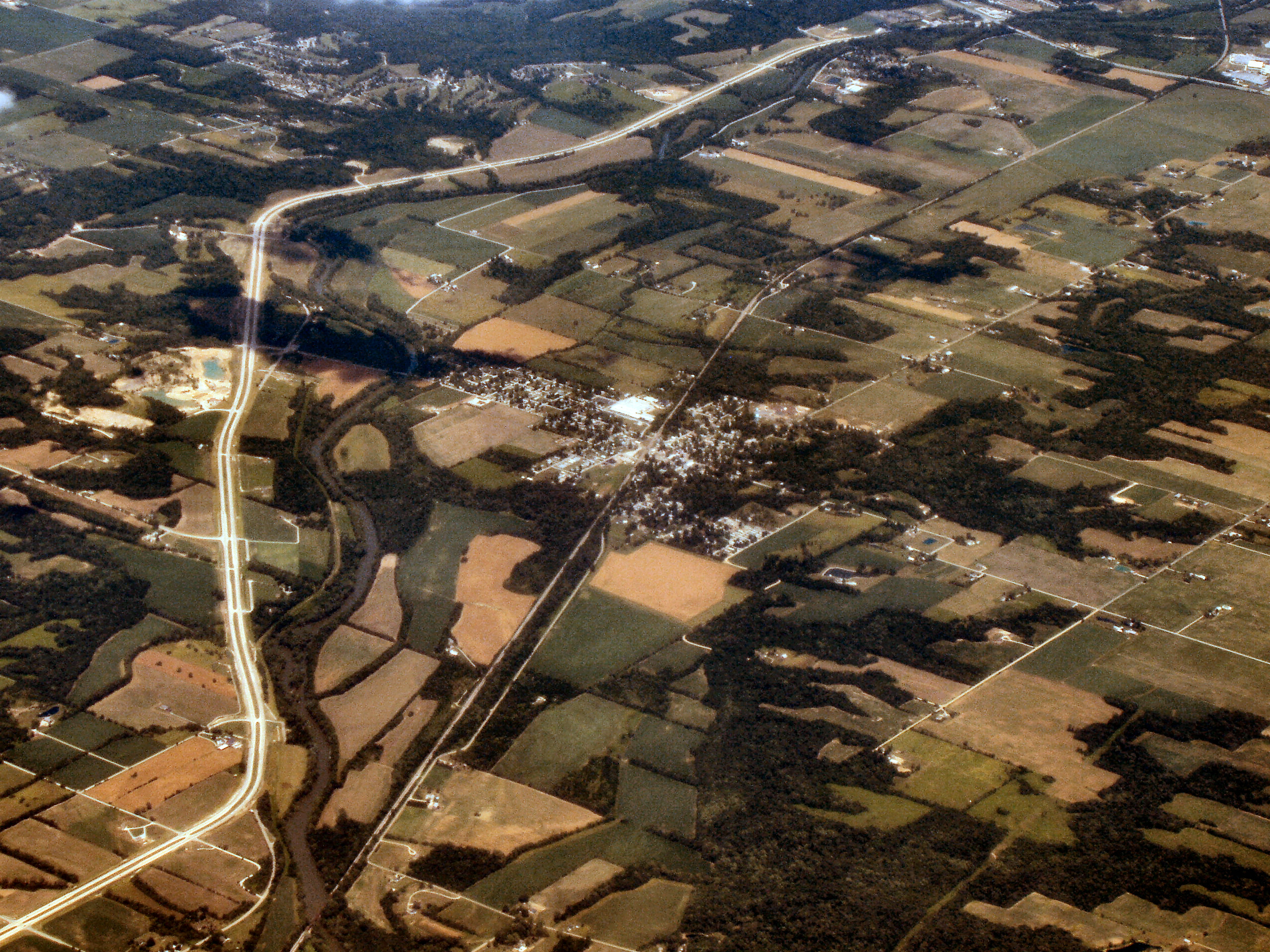
La génétique du paysage s'intéresse notamment aux liens entre routes, canaux et autres facteurs de fragmentation écologique et la diversité génétique des populations (Ici : Andrews, Indiana, USA)

La génétique du paysage (landscape genetics pour les anglophones) est une discipline récente visant à « décrire l'influence des structures écopaysagères (paysagères et environnementales) sur la structuration spatiale de la variabilité génétique ». Elle est en cela complémentaire de la chorologie qui cherche à expliquer la répartition géographique des espèces vivantes et les causes de cette répartition.

## Enjeux
A la croisée entre la géographie, de la géostatistique, de l'écologie et de la génétique ; la génétique du paysage offre des moyens de mieux traiter les questions de migrations, de dispersion et transferts de gènes dans la biologie de la conservation, par une meilleure connaissance et prise en compte de la connectivité écologique, des habitats élément essentiel pour expliquer les fonctionnalités écologiques des éléments du paysages en termes de dynamique des populations.
En s'appuyant à la fois sur les systèmes d'information géographique et les nouveaux outils de la biologie moléculaire (analyse génétique) elle propose de nouveaux moyens et modèles pour identifier, et le cas échéant traiter des « discontinuités génétiques » anormales, au sein d'une population ou d'une métapopulation. 

Elle le fait via l'analyse de génotypes multilocus individuels,, et en les géoréférencant.

## Utilisation
Cette discipline a par exemple été utilisée pour étudier les populations de chevreuil (Sud-Ouest de la France), espèce connue pour subir les effets de la fragmentation, confirmant par la génétique le caractère fragmentant d'une autoroute clôturée, de la Garonne, de plusieurs canaux et des zones urbanisées. Bien que la plupart de ces obstacles soient franchissables par quelques individus (le chevreuil sait nager, et il existe quelques écoducs leur permettant de franchir l'autoroute), une rupture de flux de gènes est observée sur le terrain.  
La génétique du paysage a aussi été utilisée pour étudier des populations de glouton (Gulo gulo) de l'Ouest des États-Unis, permettant de mieux identifier les barrières écologiques limitant la dispersion des animaux. 